# 管花党参
管花党参（学名：Codonopsis tubulosa）为桔梗科党参属的植物。其种加词“tubulosa”意为“管状花萼的”。分布于缅甸北部以及中国大陆的贵州、四川、云南等地，生长于海拔1,900米至3,000米的地区，多生长在山地灌木林下以及草丛中，目前尚未由人工引种栽培。

## 亚种
- 指名亚种 Codonopsis tubulosa subsp. tubulosa
- Codonopsis tubulosa subsp. vadsea (S.S.Dash & A.A.Mao) D.Y.Hong